# Свистула, Андрей Евгениевич
Андрей Евгениевич (Евгеньевич) Свистула (род. 1959) — советский и российский учёный, доктор технических наук, профессор, действительный член Академии военных наук РФ (2009).
Автор более 300 опубликованных научных и методических трудов (включая монографии), в том числе 14 статей в зарубежных изданиях; также автор 12 авторских свидетельств и патентов РФ на изобретения, 14 свидетельств об официальной регистрации программ для ЭВМ.

## Биография
Родился 18 сентября 1959 года в Барнауле.
В 1976 году окончил барнаульскую среднюю школу № 22 и поступил в Алтайский политехнический институт (ныне Алтайский государственный технический университет) на специальность «Двигатели внутреннего сгорания». По окончании вуза, в 1981 году был принят в него на работу инженером научно-исследовательского сектора.
Продолжив своё образование в аспирантуре (1984—1986 годы), защитил в 1987 году в Ученом совете Ленинградского политехнического института (ныне Санкт-Петербургский политехнический университет Петра Великого ) кандидатскую диссертацию на тему «Снижение расхода топлива и вредных выбросов дизеля воздействием на рабочий процесс присадки газа к топливу». С 1987 года работал старшим преподавателем, а с 1990 года — доцентом кафедры «Двигатели внутреннего сгорания». С 1994 года являлся заместителем заведующего этой кафедрой.
С 1997 по 2000 год А. Е. Свистула — докторант кафедры «Двигатели внутреннего сгорания». В 2005 году был избран на должность профессора кафедры, а в 2007 году защитил докторскую диссертацию на тему «Повышение показателей рабочего процесса дизеля улучшением смесеобразования и сгорания». С 2005 года работает ученым секретарем диссертационного совета по защите кандидатских и докторских диссертаций. С марта 2012 года исполнял обязанности заведующего кафедрой «Двигатели внутреннего сгорания». Под его руководством подготовлено 5 кандидатов наук.
Занимается общественной деятельностью — входит в состав Совета по науке, наукоёмким технологиям и инновационному развитию при Алтайском краевом заксобрании.
В 2005 году А. Е. Свистула стал победителем конкурса на звание «Преподаватель года» АлтГТУ, в 2008 году — победителем конкурса АлтГТУ «Ученый года». В 2007 году удостоен нагрудного знака «Почетный работник высшего профессионального образования Российской Федерации», также имеет знак «Изобретатель СССР». В 2011 году был победителем конкурса АлтГТУ «Профессор года».